# Клыпенка
Клы́пенка (бел. Клыпенка) — деревня в Мётченском сельсовете (до 2013 — в Оздятичском сельсовете), в 38 км на юго-восток от города Борисов, в 109 км от Минска. На востоке течет река Бобр, рельеф равнинный.

## История

### В составе Российской империи
Известна с начала XIX века.
В 1816 году - деревня, 31 житель муж.пола, собственность князя Радзивилла.
В 1897 году - деревня (30 дворов, 202 жителя) и казённый хутор Борисовского лесничества (1 двор, 8 жителей) в Велятичской волости Борисовского уезда Минской губернии.
В 1914 году начала действовать школа (одноклассное народное училище).

### После 1917
В 1917 году было 52 двора, 335 жителей. С февраля по ноябрь 1918 была оккупирована войсками кайзеровской Германии. Во время советско-польской войны была в прифронтовой полосе. С 1919 - в БССР.
На базе раннее открытой школы в 1920 году была создана трудовая школа 1-й ступени (т.е. четырёхлетняя начальная школа), которую посещало 68 учеников.
С 20 августа 1924 - в Оздятичском сельсовете (с 2013 - в Мётченском).
В 1926 году было 58 дворов, 336 жителей. В 1930 году был организован колхоз "4-я пятилетка". В ВОВ с начала июля 1941 по 29.6.1944 была оккупирована. Нацисты загубили 4 жителей и 4 жителей вывезли на принудительные работы в Германию. В 1960 году было 427 жителей. В 1988 году было 81 хозяйство, 196 жителей, магазин.

### В настоящее время
В 2008 году было 63 хозяйства, 125 жителей.